# نيفتنباخ
نيفتنباخ (بالألمانية: Neftenbach) هي بلدية سويسرية تتبع لمقاطعة فينترتور في كانتون زيورخ. تبلغ مساحتها 14.95 كيلومتر مربع، ويقدر عدد سكانها بـ 5553 نسمة (حسب تعداد ديسمبر 2017).

## أعلام
- مانويل أكانجي